# Lista de jogos eletrônicos da Rockstar Games

acima

Rockstar Games é uma publicadora de jogos eletrônicos subsidiária da Take-Two Interactive desde 1998. Ela é mais conhecida pela série Grand Theft Auto, além de outros lançamentos bem conhecidos, como Bully, L.A. Noire, e as séries Red Dead, Manhunt, Max Payne e Midnight Club.

## Lista
| Título                                                 | Plataforma                                 | Data de lançamento      | Desenvolvedora                                                                                                   | Ref.    |
| ------------------------------------------------------ | ------------------------------------------ | ----------------------- | --- | ------- |
| Grand Theft Auto: Mission Pack #1 - London 1969        | MS-DOS                                     | 6 de abril de 1999      | Rockstar Canada                                                                                                  | [ 1 ]   |
| Grand Theft Auto: Mission Pack #1 - London 1969        | Microsoft Windows                          | 6 de abril de 1999      | Rockstar Canada                                                                                                  | [ 1 ]   |
| Grand Theft Auto: Mission Pack #1 - London 1969        | PlayStation                                | 30 de abril de 1999     | Runecraft | [ 1 ]   |
| Grand Theft Auto: Mission Pack #2 - London 1961        | MS-DOS                                     | 1 de julho de 1999      | Rockstar Canada                                                                                                  | [ 2 ]   |
| Grand Theft Auto: Mission Pack #2 - London 1961        | Microsoft Windows                          | 1 de julho de 1999      | Rockstar Canada                                                                                                  | [ 2 ]   |
| Monster Truck Madness 64                               | Nintendo 64                                | 30 de julho de 1999     | Edge of Reality                                                                                                  | [ 3 ]   |
| Grand Theft Auto 2                                     | Microsoft Windows                          | 22 de outubro de 1999   | DMA Design | [ 4 ]   |
| Grand Theft Auto 2                                     | PlayStation                                | 22 de outubro de 1999   | DMA Design |         |
| Grand Theft Auto 2                                     | Dreamcast                                  | 30 de abril de 2000     | DMA Design | [ 5 ]   |
| Grand Theft Auto 2                                     | Game Boy Color                             | 12 de dezembro de 2000  | Tarantula Studios                                                                                                |         |
| Earthworm Jim 3D                                       | Nintendo 64                                | 31 de outubro de 1999   | VIS Entertainment                                                                                                |         |
| Thrasher: Skate and Destroy                            | PlayStation                                | 15 de novembro de 1999  | Z-Axis | [ 6 ]   |
| Evel Knievel                                           | Game Boy Color                             | 22 de novembro de 1999  | Tarantula Studios                                                                                                | [ 7 ]   |
| Grand Theft Auto                                       | Game Boy Color                             | 22 de novembro de 1999  | Tarantula Studios                                                                                                | [ 8 ]   |
| Wild Metal                                             | Dreamcast                                  | 1 de fevereiro de 2000  | DMA Design | [ 9 ]   |
| Austin Powers: Oh, Behave!                             | Game Boy Color                             | 17 de setembro de 2000  | Tarantula Studios                                                                                                | [ 10 ]  |
| Austin Powers: Welcome to My Underground Lair!         | Game Boy Color                             | 17 de setembro de 2000  | Tarantula Studios                                                                                                | [ 11 ]  |
| Midnight Club: Street Racing                           | PlayStation 2, Game Boy Advance            | 26 de outubro de 2000   | Angel Studios | [ 12 ]  |
| Smuggler's Run                                         | PlayStation 2                              | 26 de outubro de 2000   | Angel Studios |         |
| Surfing H3O                                            | PlayStation 2                              | 27 de outubro de 2000   | Opus Corp. |         |
| Oni                                                    | PlayStation 2                              | 29 de janeiro de 2001   | Rockstar Canada / Tarantula Studios                                                                              | [ 13 ]  |
| Grand Theft Auto III                                   | PlayStation 2                              | 22 de outubro de 2001   | DMA Design | [ 14 ]  |
| Grand Theft Auto III                                   | Microsoft Windows                          | 21 de maio de 2002      | Rockstar North                                                                                                   | [ 15 ]  |
| Grand Theft Auto III                                   | Versão de Playstation 2 para PlayStation 4 | 5 de dezembro de 2015   | DMA Design | [ 16 ]  |
| Grand Theft Auto III                                   | macOS                                      | 12 de novembro de 2010  | TransGaming | [ 17 ]  |
| Grand Theft Auto III                                   | Android                                    | 15 de dezembro de 2011  | War Drum Studios                                                                                                 | [ 18 ]  |
| Grand Theft Auto III                                   | iOS                                        | 15 de dezembro de 2011  | War Drum Studios                                                                                                 | [ 18 ]  |
| Grand Theft Auto III                                   | Amazon Fire TV                             | 15 de maio de 2014      | War Drum Studios                                                                                                 | [ 19 ]  |
| Grand Theft Auto III                                   | Fire OS                                    | 15 de maio de 2014      | War Drum Studios                                                                                                 | [ 19 ]  |
| Smuggler's Run 2: Hostile Territory                    | PlayStation 2                              | 29 de outubro de 2001   | Angel Studios | [ 20 ]  |
| Max Payne                                              | Xbox                                       | 11 de dezembro de 2001  | Neo Software Produktions                                                                                         | [ 21 ]  |
| Max Payne                                              | PlayStation 2                              | 12 de dezembro de 2001  | Rockstar Canada                                                                                                  | [ 22 ]  |
| Max Payne                                              | Game Boy Advance                           | 16 de dezembro de 2003  | Möbius Entertainment                                                                                             | [ 23 ]  |
| Max Payne                                              | Xbox Originals on Xbox 360                 | 27 de abril de 2009     | Neo Software Produktions                                                                                         |         |
| Max Payne                                              | iOS                                        | 12 de abril de 2012     | War Drum Studios                                                                                                 | [ 24 ]  |
| Max Payne                                              | Android                                    | 14 de junho de 2012     | War Drum Studios                                                                                                 | [ 24 ]  |
| Max Payne                                              | Versão de Playstation 2 para PlayStation 4 | 22 de abril de 2016     | Rockstar Canada                                                                                                  | [ 25 ]  |
| State of Emergency                                     | PlayStation 2                              | 13 de fevereiro de 2002 | VIS Entertainment                                                                                                | [ 26 ]  |
| State of Emergency                                     | Xbox                                       | 26 de março de 2003     | VIS Entertainment                                                                                                | [ 27 ]  |
| The Italian Job                                        | PlayStation                                | 3 de maio de 2002       | Pixelogic | [ 28 ]  |
| Smuggler's Run: Warzones                               | GameCube                                   | 6 de agosto de 2002     | Angel Studios | [ 29 ]  |
| Grand Theft Auto: Vice City                            | PlayStation 2                              | 29 de outubro de 2002   | Rockstar North                                                                                                   | [ 30 ]  |
| Grand Theft Auto: Vice City                            | Microsoft Windows                          | 13 de maio de 2003      | Rockstar North                                                                                                   | [ 31 ]  |
| Grand Theft Auto: Vice City                            | macOS                                      | 12 de novembro de 2010  | TransGaming | [ 17 ]  |
| Grand Theft Auto: Vice City                            | iOS                                        | 6 de dezembro de 2012   | War Drum Studios                                                                                                 | [ 32 ]  |
| Grand Theft Auto: Vice City                            | Android                                    | 12 de dezembro de 2012  | War Drum Studios                                                                                                 | [ 33 ]  |
| Grand Theft Auto: Vice City                            | Amazon Fire TV                             | 15 de maio de 2014      | War Drum Studios                                                                                                 | [ 19 ]  |
| Grand Theft Auto: Vice City                            | Fire OS                                    | 15 de maio de 2014      | War Drum Studios                                                                                                 | [ 19 ]  |
| Grand Theft Auto: Vice City                            | Versão de Playstation 2 para PlayStation 4 | 5 de dezembro de 2015   | Rockstar North                                                                                                   | [ 16 ]  |
| Midnight Club II                                       | PlayStation 2                              | 8 de abril de 2003      | Rockstar San Diego                                                                                               | [ 34 ]  |
| Midnight Club II                                       | Xbox                                       | 3 de junho de 2003      | Rockstar San Diego                                                                                               | [ 35 ]  |
| Midnight Club II                                       | Microsoft Windows                          | 2 de julho de 2003      | Rockstar San Diego                                                                                               | [ 36 ]  |
| Max Payne 2: The Fall of Max Payne                     | Microsoft Windows                          | 13 de outubro de 2003   | Remedy Entertainment / 3D Realms                                                                                 | [ 37 ]  |
| Max Payne 2: The Fall of Max Payne                     | Xbox                                       | 25 de novembro de 2003  | Rockstar Vienna                                                                                                  | [ 38 ]  |
| Max Payne 2: The Fall of Max Payne                     | PlayStation 2                              | 3 de dezembro de 2003   | Rockstar Vienna                                                                                                  | [ 39 ]  |
| Max Payne 2: The Fall of Max Payne                     | Versão de Xbox Original para Xbox 360      | 27 de abril de 2009     | Rockstar Vienna                                                                                                  |         |
| Manhunt                                                | PlayStation 2                              | 18 de novembro de 2003  | Rockstar North                                                                                                   | [ 40 ]  |
| Manhunt                                                | Microsoft Windows                          | 20 de abril de 2004     | Rockstar North                                                                                                   | [ 41 ]  |
| Manhunt                                                | Xbox                                       | 20 de abril de 2004     | Rockstar North                                                                                                   | [ 41 ]  |
| Manhunt                                                | Versão de Playstation 2 para PlayStation 4 | 22 de março de 2016     | Rockstar North                                                                                                   | [ 42 ]  |
| Red Dead Revolver                                      | PlayStation 2                              | 4 de maio de 2004       | Rockstar San Diego                                                                                               | [ 43 ]  |
| Red Dead Revolver                                      | Xbox                                       | 4 de maio de 2004       | Rockstar San Diego                                                                                               | [ 43 ]  |
| Red Dead Revolver                                      | Versão de Playstation 2 para PlayStation 4 | 11 de outubro de 2016   | Rockstar San Diego                                                                                               | [ 44 ]  |
| Grand Theft Auto Advance                               | Game Boy Advance                           | 26 de outubro de 2004   | Digital Eclipse                                                                                                  |         |
| Grand Theft Auto: San Andreas                          | PlayStation 2                              | 26 de outubro de 2004   | Rockstar North                                                                                                   | [ 45 ]  |
| Grand Theft Auto: San Andreas                          | Microsoft Windows                          | 7 de junho de 2005      | Rockstar North                                                                                                   | [ 46 ]  |
| Grand Theft Auto: San Andreas                          | Xbox                                       | 7 de junho de 2005      | Rockstar North                                                                                                   | [ 46 ]  |
| Grand Theft Auto: San Andreas                          | Versão de Xbox Original para Xbox 360      | 11 de novembro de 2008  | Rockstar North                                                                                                   |         |
| Grand Theft Auto: San Andreas                          | macOS                                      | 12 de novembro de 2010  | TransGaming | [ 17 ]  |
| Grand Theft Auto: San Andreas                          | iOS                                        | 12 de dezembro de 2013  | War Drum Studios                                                                                                 | [ 47 ]  |
| Grand Theft Auto: San Andreas                          | Android                                    | 7 de janeiro de 2014    | War Drum Studios                                                                                                 | [ 48 ]  |
| Grand Theft Auto: San Andreas                          | Fire OS                                    | 7 de janeiro de 2014    | War Drum Studios                                                                                                 | [ 48 ]  |
| Grand Theft Auto: San Andreas                          | Windows Phone                              | 28 de janeiro de 2014   | War Drum Studios                                                                                                 | [ 49 ]  |
| Grand Theft Auto: San Andreas                          | Microsoft Windows Apps                     | 17 de fevereiro de 2014 | War Drum Studios                                                                                                 |         |
| Grand Theft Auto: San Andreas                          | Amazon Fire TV                             | 15 de maio de 2014      | War Drum Studios                                                                                                 | [ 19 ]  |
| Grand Theft Auto: San Andreas                          | Xbox 360                                   | 26 de outubro de 2014   | War Drum Studios                                                                                                 | [ 50 ]  |
| Grand Theft Auto: San Andreas                          | PlayStation 3                              | 1 de dezembro de 2015   | War Drum Studios                                                                                                 | [ 51 ]  |
| Grand Theft Auto: San Andreas                          | Versão de Playstation 2 para PlayStation 4 | 5 de dezembro de 2015   | Rockstar North                                                                                                   | [ 16 ]  |
| Midnight Club 3: DUB Edition                           | PlayStation 2                              | 12 de abril de 2005     | Rockstar San Diego                                                                                               | [ 52 ]  |
| Midnight Club 3: DUB Edition                           | Xbox                                       | 12 de abril de 2005     | Rockstar San Diego                                                                                               | [ 52 ]  |
| Midnight Club 3: DUB Edition                           | PlayStation Portable                       | 26 de junho de 2005     | Rockstar Leeds                                                                                                   | [ 53 ]  |
| The Warriors                                           | PlayStation 2                              | 17 de outubro de 2005   | Rockstar Toronto                                                                                                 | [ 54 ]  |
| The Warriors                                           | Xbox                                       | 17 de outubro de 2005   | Rockstar Toronto                                                                                                 | [ 54 ]  |
| The Warriors                                           | PlayStation Portable                       | 12 de fevereiro de 2007 | Rockstar Leeds                                                                                                   | [ 55 ]  |
| The Warriors                                           | Versão de Playstation 2 para PlayStation 4 | 6 de julho de 2016      | Rockstar Toronto                                                                                                 | [ 56 ]  |
| Grand Theft Auto: Liberty City Stories                 | PlayStation Portable                       | 24 de outubro de 2005   | Rockstar Leeds / Rockstar North                                                                                  |         |
| Grand Theft Auto: Liberty City Stories                 | PlayStation 2                              | 6 de junho de 2006      | Rockstar Leeds / Rockstar North                                                                                  |         |
| Grand Theft Auto: Liberty City Stories                 | iOS                                        | 17 de dezembro de 2015  | Lucid Games | [ 57 ]  |
| Grand Theft Auto: Liberty City Stories                 | Android                                    | 11 de fevereiro de 2016 | Lucid Games | [ 58 ]  |
| Grand Theft Auto: Liberty City Stories                 | Amazon Fire TV                             | 11 de março de 2016     | Lucid Games | [ 59 ]  |
| Grand Theft Auto: Liberty City Stories                 | Fire OS                                    | 11 de março de 2016     | Lucid Games | [ 59 ]  |
| Midnight Club 3: DUB Edition Remix                     | PlayStation 2                              | 13 de março de 2006     | Rockstar San Diego                                                                                               | [ 60 ]  |
| Midnight Club 3: DUB Edition Remix                     | Xbox                                       | 13 de março de 2006     | Rockstar San Diego                                                                                               | [ 60 ]  |
| Rockstar Games presents Table Tennis                   | Xbox 360                                   | 22 de maio de 2006      | Rockstar San Diego / Rockstar Vienna                                                                             | [ 61 ]  |
| Rockstar Games presents Table Tennis                   | Wii                                        | 16 de outubro de 2007   | Rockstar Leeds                                                                                                   | [ 62 ]  |
| Bully                                                  | PlayStation 2                              | 17 de outubro de 2006   | Rockstar Vancouver                                                                                               | [ 63 ]  |
| Bully                                                  | Versão de Playstation 2 para PlayStation 4 | 22 de março de 2016     | Rockstar Vancouver                                                                                               | [ 42 ]  |
| Grand Theft Auto: Vice City Stories                    | PlayStation Portable                       | 31 de outubro de 2006   | Rockstar Leeds / Rockstar North                                                                                  | [ 64 ]  |
| Grand Theft Auto: Vice City Stories                    | PlayStation 2                              | 6 de março de 2007      | Rockstar Leeds / Rockstar North                                                                                  | [ 65 ]  |
| Manhunt 2                                              | PlayStation 2                              | 30 de outubro de 2007   | Rockstar London / Rockstar North                                                                                 | [ 66 ]  |
| Manhunt 2                                              | PlayStation Portable                       | 30 de outubro de 2007   | Rockstar Leeds                                                                                                   | [ 66 ]  |
| Manhunt 2                                              | Wii                                        | 30 de outubro de 2007   | Rockstar Toronto                                                                                                 | [ 66 ]  |
| Manhunt 2                                              | Microsoft Windows                          | 6 de novembro de 2009   | Rockstar London                                                                                                  |         |
| Bully: Scholarship Edition                             | Wii                                        | 4 de março de 2008      | Rockstar Toronto                                                                                                 | [ 67 ]  |
| Bully: Scholarship Edition                             | Xbox 360                                   | 4 de março de 2008      | Mad Doc Software                                                                                                 | [ 67 ]  |
| Bully: Scholarship Edition                             | Microsoft Windows                          | 21 de outubro de 2008   | Rockstar New England                                                                                             |         |
| Grand Theft Auto IV                                    | PlayStation 3                              | 29 de abril de 2008     | Rockstar North                                                                                                   | [ 68 ]  |
| Grand Theft Auto IV                                    | Xbox 360                                   | 29 de abril de 2008     | Rockstar North                                                                                                   | [ 68 ]  |
| Grand Theft Auto IV                                    | Microsoft Windows                          | 2 de dezembro de 2008   | Rockstar Toronto / Rockstar New England                                                                          | [ 69 ]  |
| Midnight Club: Los Angeles                             | PlayStation 3                              | 21 de outubro de 2008   | Rockstar San Diego                                                                                               | [ 70 ]  |
| Midnight Club: Los Angeles                             | PlayStation Portable                       | 21 de outubro de 2008   | Rockstar San Diego                                                                                               | [ 70 ]  |
| Midnight Club: Los Angeles                             | Xbox 360                                   | 21 de outubro de 2008   | Rockstar San Diego                                                                                               | [ 70 ]  |
| Grand Theft Auto IV: The Lost and Damned               | Xbox 360                                   | 17 de fevereiro de 2009 | Rockstar North                                                                                                   |         |
| Grand Theft Auto IV: The Lost and Damned               | Microsoft Windows                          | 13 de abril de 2010     | Rockstar Toronto / Rockstar New England                                                                          | [ 71 ]  |
| Grand Theft Auto IV: The Lost and Damned               | PlayStation 3                              | 13 de abril de 2010     | Rockstar North                                                                                                   | [ 71 ]  |
| Grand Theft Auto: Chinatown Wars                       | Nintendo DS                                | 17 de março de 2009     | Rockstar Leeds / Rockstar North                                                                                  | [ 72 ]  |
| Grand Theft Auto: Chinatown Wars                       | PlayStation Portable                       | 20 de outubro de 2009   | Rockstar Leeds / Rockstar North                                                                                  | [ 73 ]  |
| Grand Theft Auto: Chinatown Wars                       | iOS                                        | 18 de janeiro de 2010   | War Drum Studios                                                                                                 | [ 74 ]  |
| Grand Theft Auto: Chinatown Wars                       | Android                                    | 18 de dezembro de 2014  | War Drum Studios                                                                                                 | [ 75 ]  |
| Grand Theft Auto: Chinatown Wars                       | Fire OS                                    | 18 de dezembro de 2014  | War Drum Studios                                                                                                 | [ 75 ]  |
| Beaterator                                             | iOS                                        | 29 de setembro de 2009  | Rockstar Leeds                                                                                                   | [ 76 ]  |
| Beaterator                                             | PlayStation Portable                       | 29 de setembro de 2009  | Rockstar Leeds                                                                                                   | [ 76 ]  |
| Grand Theft Auto: The Ballad of Gay Tony               | Xbox 360                                   | 29 de outubro de 2009   | Rockstar North                                                                                                   | [ 77 ]  |
| Grand Theft Auto: The Ballad of Gay Tony               | Microsoft Windows                          | 13 de abril de 2010     | Rockstar Toronto / Rockstar New England                                                                          | [ 71 ]  |
| Grand Theft Auto: The Ballad of Gay Tony               | PlayStation 3                              | 13 de abril de 2010     | Rockstar North                                                                                                   | [ 71 ]  |
| Red Dead Redemption                                    | PlayStation 3                              | 18 de maio de 2010      | Rockstar San Diego / Rockstar North / Rockstar Leeds / Rockstar New England                                      | [ 78 ]  |
| Red Dead Redemption                                    | Xbox 360                                   | 18 de maio de 2010      | Rockstar San Diego / Rockstar North / Rockstar Leeds / Rockstar New England                                      | [ 78 ]  |
| Red Dead Redemption: Undead Nightmare                  | PlayStation 3                              | 26 de outubro de 2010   | Rockstar San Diego                                                                                               | [ 79 ]  |
| Red Dead Redemption: Undead Nightmare                  | Xbox 360                                   | 26 de outubro de 2010   | Rockstar San Diego                                                                                               | [ 79 ]  |
| L.A. Noire                                             | PlayStation 3                              | 17 de maio de 2011      | Team Bondi / Rockstar North / Rockstar Leeds / Rockstar San Diego / Rockstar New England                         | [ 80 ]  |
| L.A. Noire                                             | Xbox 360                                   | 17 de maio de 2011      | Team Bondi / Rockstar North / Rockstar Leeds / Rockstar San Diego / Rockstar New England                         | [ 80 ]  |
| L.A. Noire                                             | Microsoft Windows                          | 8 de novembro de 2011   | Rockstar Leeds                                                                                                   | [ 81 ]  |
| L.A. Noire                                             | Nintendo Switch                            | 14 de novembro de 2017  | Rockstar San Diego / Rockstar Toronto / Rockstar North / Rockstar Leeds / Virtuos                                | [ 82 ]  |
| L.A. Noire                                             | PlayStation 4                              | 14 de novembro de 2017  | Rockstar San Diego / Rockstar Toronto / Rockstar North / Rockstar Leeds / Virtuos                                | [ 82 ]  |
| L.A. Noire                                             | Xbox One                                   | 14 de novembro de 2017  | Rockstar San Diego / Rockstar Toronto / Rockstar North / Rockstar Leeds / Virtuos                                | [ 82 ]  |
| Max Payne 3                                            | PlayStation 3                              | 15 de maio de 2012      | Rockstar Studios                                                                                                 | [ 83 ]  |
| Max Payne 3                                            | Xbox 360                                   | 15 de maio de 2012      | Rockstar Studios                                                                                                 | [ 83 ]  |
| Max Payne 3                                            | Microsoft Windows                          | 1 de junho de 2012      | Rockstar Studios                                                                                                 | [ 83 ]  |
| Max Payne 3                                            | macOS                                      | 20 de junho de 2013     | Rockstar Studios                                                                                                 | [ 84 ]  |
| Grand Theft Auto: iFruit                               | iOS                                        | 16 de setembro de 2013  | Rockstar North                                                                                                   | [ 85 ]  |
| Grand Theft Auto: iFruit                               | Android                                    | 28 de outubro de 2013   | Rockstar North                                                                                                   | [ 86 ]  |
| Grand Theft Auto: iFruit                               | Windows Phone                              | 19 de novembro de 2013  | Rockstar North                                                                                                   | [ 87 ]  |
| Grand Theft Auto: iFruit                               | PlayStation Vita                           | 2 de abril de 2014      | Lucid Games | [ 88 ]  |
| Grand Theft Auto V                                     | PlayStation 3                              | 17 de setembro de 2013  | Rockstar North / Rockstar San Diego / Rockstar Leeds / Rockstar Toronto / Rockstar New England / Rockstar London | [ 89 ]  |
| Grand Theft Auto V                                     | Xbox 360                                   | 17 de setembro de 2013  | Rockstar North / Rockstar San Diego / Rockstar Leeds / Rockstar Toronto / Rockstar New England / Rockstar London | [ 89 ]  |
| Grand Theft Auto V                                     | PlayStation 4                              | 18 de novembro de 2014  | Rockstar North / Rockstar San Diego / Rockstar Leeds / Rockstar Toronto / Rockstar New England / Rockstar London | [ 90 ]  |
| Grand Theft Auto V                                     | Xbox One                                   | 18 de novembro de 2014  | Rockstar North / Rockstar San Diego / Rockstar Leeds / Rockstar Toronto / Rockstar New England / Rockstar London | [ 90 ]  |
| Grand Theft Auto V                                     | Microsoft Windows                          | 14 de abril de 2015     | Rockstar North / Rockstar San Diego / Rockstar Leeds / Rockstar Toronto / Rockstar New England / Rockstar London | [ 91 ]  |
| Grand Theft Auto V                                     | PlayStation 5                              | 2021                    | Rockstar North / Rockstar San Diego / Rockstar Leeds / Rockstar Toronto / Rockstar New England / Rockstar London | [ 92 ]  |
| Grand Theft Auto V                                     | Xbox Series X/S                            | 2021                    | Rockstar North / Rockstar San Diego / Rockstar Leeds / Rockstar Toronto / Rockstar New England / Rockstar London | [ 92 ]  |
| Grand Theft Auto Online                                | PlayStation 3                              | 1 de outubro de 2013    | Rockstar North                                                                                                   | [ 93 ]  |
| Grand Theft Auto Online                                | Xbox 360                                   | 1 de outubro de 2013    | Rockstar North                                                                                                   | [ 93 ]  |
| Grand Theft Auto Online                                | PlayStation 4                              | 18 de novembro de 2014  | Rockstar North                                                                                                   | [ 90 ]  |
| Grand Theft Auto Online                                | Xbox One                                   | 18 de novembro de 2014  | Rockstar North                                                                                                   | [ 90 ]  |
| Grand Theft Auto Online                                | Microsoft Windows                          | 14 de abril de 2015     | Rockstar North                                                                                                   | [ 91 ]  |
| Grand Theft Auto Online                                | PlayStation 5                              | 2021                    | Rockstar North                                                                                                   | [ 94 ]  |
| Grand Theft Auto Online                                | Xbox Series X/S                            | 2021                    | Rockstar North                                                                                                   | [ 94 ]  |
| Bully: Anniversary Edition                             | Android                                    | 8 de dezembro de 2016   | War Drum Studios                                                                                                 | [ 95 ]  |
| Bully: Anniversary Edition                             | iOS                                        | 8 de dezembro de 2016   | War Drum Studios                                                                                                 | [ 95 ]  |
| L.A. Noire: The VR Case Files                          | HTC Vive                                   | 15 de dezembro de 2017  | Videogames Deluxe Sydney / Rockstar San Diego / Rockstar Toronto / Rockstar North / Rockstar Leeds / Virtuos     | [ 96 ]  |
| L.A. Noire: The VR Case Files                          | Oculus Rift                                | 29 de março de 2018     | Videogames Deluxe Sydney / Rockstar San Diego / Rockstar Toronto / Rockstar North / Rockstar Leeds / Virtuos     | [ 97 ]  |
| L.A. Noire: The VR Case Files                          | PlayStation VR                             | 24 de setembro de 2019  | Videogames Deluxe Sydney / Rockstar San Diego / Rockstar Toronto / Rockstar North / Rockstar Leeds / Virtuos     | [ 98 ]  |
| Red Dead Redemption 2                                  | PlayStation 4                              | 26 de outubro de 2018   | Rockstar Studios                                                                                                 | [ 99 ]  |
| Red Dead Redemption 2                                  | Xbox One                                   | 26 de outubro de 2018   | Rockstar Studios                                                                                                 | [ 99 ]  |
| Red Dead Redemption 2                                  | Microsoft Windows                          | 5 de novembro de 2019   | Rockstar Studios                                                                                                 | [ 100 ] |
| Red Dead Redemption 2                                  | Stadia                                     | 19 de novembro de 2019  | Rockstar Studios                                                                                                 | [ 100 ] |
| Red Dead Online                                        | PlayStation 4                              | 14 de maio de 2019      | Rockstar Studios                                                                                                 | [ 101 ] |
| Red Dead Online                                        | Xbox One                                   | 14 de maio de 2019      | Rockstar Studios                                                                                                 | [ 101 ] |
| Red Dead Online                                        | Microsoft Windows                          | 5 de novembro de 2019   | Rockstar Studios                                                                                                 | [ 100 ] |
| Red Dead Online                                        | Stadia                                     | 19 de novembro de 2019  | Rockstar Studios                                                                                                 | [ 100 ] |
| Grand Theft Auto: The Trilogy – The Definitive Edition | Windows                                    | 2021 de novembro de 11  | Grove Street Games                                                                                               | [ 102 ] |
| Grand Theft Auto: The Trilogy – The Definitive Edition | Nintendo Switch                            | 2021 de novembro de 11  | Grove Street Games                                                                                               | [ 102 ] |
| Grand Theft Auto: The Trilogy – The Definitive Edition | PlayStation 4                              | 2021 de novembro de 11  | Grove Street Games                                                                                               | [ 102 ] |
| Grand Theft Auto: The Trilogy – The Definitive Edition | PlayStation 5                              | 2021 de novembro de 11  | Grove Street Games                                                                                               | [ 102 ] |
| Grand Theft Auto: The Trilogy – The Definitive Edition | Xbox One                                   | 2021 de novembro de 11  | Grove Street Games                                                                                               | [ 102 ] |
| Grand Theft Auto: The Trilogy – The Definitive Edition | Xbox Series X/S                            | 2021 de novembro de 11  | Grove Street Games                                                                                               | [ 102 ] |
| Grand Theft Auto: The Trilogy – The Definitive Edition | Android                                    | 2023 de dezembro de 14  | Grove Street Games                                                                                               | [ 103 ] |
| Grand Theft Auto: The Trilogy – The Definitive Edition | iOS                                        | 2023 de dezembro de 14  | Grove Street Games                                                                                               | [ 103 ] |
| Grand Theft Auto VI                                    | PlayStation 5                              | 26 de maio de 2026      | TBA | [ 104 ] |
| Grand Theft Auto VI                                    | Xbox Series X/S                            | 26 de maio de 2026      | TBA | [ 104 ] |
| Remakes de Max Payne 1 e 2                             | Windows                                    | TBA                     | Remedy Entertainment                                                                                             | [ 105 ] |
| Remakes de Max Payne 1 e 2                             | PlayStation 5                              | TBA                     | Remedy Entertainment                                                                                             | [ 105 ] |
| Remakes de Max Payne 1 e 2                             | Xbox Series X/S                            | TBA                     | Remedy Entertainment                                                                                             | [ 105 ] |

### Cancelados
| Título | Platforma     | Desenvolvedora(s) | Ref.            |
| ------ | ------------- | ----------------- | --------------- |
| Agent  | PlayStation 3 | Rockstar North    | [ 106 ] [ 107 ] |